# Rapido (pesca)

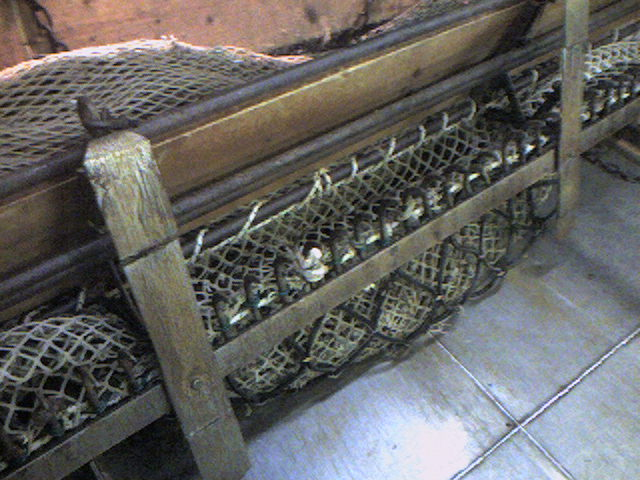
Un rapido appoggiato a poppa di un peschereccio; notare pattini, denti e depressore.

Il rapido è un attrezzo da pesca commerciale escogitato dai pescatori delle marinerie italiane, in particolare nel mare Adriatico, per aumentare l'efficienza della pesca dei pesci piatti (come sogliole e rombi, dei pectinidi e di altri molluschi. Si tratta di una rete a strascico a bocca rigida, utilizzata per la pesca demersale.

## Tecnica
L'intelaiatura rigida anteriore, in metallo, monta tre elementi caratteristici: una tavola di legno superiore che funge da depressore e mantiene la bocca in stretto contatto con il fondale, una fila di denti arcuati in ferro che penetrano nel sedimento per circa 1-2
cm, una serie di slitte montate ad intervalli regolari che impediscono un eccessivo affondamento dell'attrezzo. Un foderone in neoprene, sotto la rete, ne evita l'usura meccanica.
Durante la cala la velocità della barca può arrivare a 5-6 nodi pur mantenendo una corretta interazione dell'attrezzo con il fondale, e da questo deriva il nome rapido. I denti, penetrando nel sedimento, obbligano gli organismi che vi si acquattano a sollevarsi e ad entrare nella rete.
I pescherecci strascicano solitamente 4 rapidi in contemporanea: uno per lato, scostato dal fianco per mezzo di un braccio metallico detto buttafuori, e due a poppa, filati a distanze diverse per evitare che si sovrappongano tra loro (in gergo, incattivino). La flotta di pescherecci che usano il rapido in Adriatico supera di poco i 60 natanti, il 65% dei quali appartiene alla marineria di Chioggia.

## Specie marine interessate
La pesca con il rapido può essere effettuata con due diversi bersagli. Se si hanno come bersaglio i pesci piatti (ordine Pleuronectiformes) le cale vanno effettuate sottocosta e consentono la pesca di sogliole (Solea spp.), passere (Platichthys flesus) e rombi (Psetta maxima). Se invece si vuole bersagliare i pectinidi come capesante e canestrelli si opera in alto mare, in una zona tra le 6 e le 40 miglia dalla costa; questa attività ha però visto ridurre il suo carattere redditizio a causa del collasso degli stock e le aree che rimangono ancora pescose sono vicine o all'interno di acque croate, dove la pesca col rapido è ampiamente regolata.
Dopo la cala, il rapido viene salpato e il sacco di rete svuotato sulla coperta a poppavia del peschereccio, quindi inizia il processo di selezione (sorting). Il rapporto scarto/commerciale varia a seconda delle specie bersaglio ed è di 2:1 per i pesci piatti, 9:1 per le capesante, 1:6 per i canestrelli. Questo significa un 66% di scarto nella pesca dei pleuronectidi, anche se questo valore variare notevolmente. Gli organismi non-bersaglio catturati, poi rigettati in mare, consistono principalmente di spugne e tunicati.
Le catture accidentali costituiscono una parte importante del pescato per l'attività con il rapido, tanto che spesso la biomassa delle specie commerciali accessorie supera quella delle specie bersaglio.